# John Ambrose Fleming
Sir John Ambrose Fleming (Lancaster, 29 novembre 1849 – Sidmouth, 18 aprile 1945) è stato un inventore e ingegnere britannico.
È stato un elettrotecnico e radiotecnico inglese, inventore del diodo (1904), la prima delle valvole termoioniche (i cosiddetti tubi elettronici), che, fino all'invenzione dei transistori (1948), furono componenti insostituibili della radio, della televisione, dei calcolatori e di molti altri apparecchi elettronici.
Studiò all'University College, al Royal College di Londra ed al St John's College di Cambridge dove si laureò in Ingegneria.
Fu professore di elettrotecnica a Londra (dal 1885 al 1926), a Cambridge e a Nottingham.

## Il diodo
Fleming trasse l'idea della sua invenzione dagli esperimenti di Thomas Alva Edison (1884) sulla lampadina a filamento incandescente. Pensò di costruire un rivelatore delle oscillazioni radioelettriche composto da due elettrodi racchiusi in un bulbo di vetro a vuoto: l'uno (il catodo) è elettricamente riscaldato ed emette elettroni; l'altro (l'anodo) riceve gli elettroni. In tal modo la corrente elettrica scorre in una sola direzione. Da qui il nome di valvola termoionica perché basata sull'effetto termoelettrico; o semplicemente di "diodo" perché composta di due elettrodi.

## Le posizioni religiose e il creazionismo
Fleming fu un devoto cristiano per tutta la sua vita. Tenne sermoni presso la Chiesa di St. Martin-in-the-Fields a Londra sul tema delle prove della risurrezione di Cristo. Sir Ambrose Fleming è stato un attivo creazionista per la maggior parte della sua vita. Il famoso creazionista Henry Morris ha scritto che Fleming è stato "uno dei più importanti creazionisti del XIX secolo". Nel 1932, insieme a Douglas Dewar e Bernard Acworth, ha contribuito a fondare British Evolution Protest Movement, il più antico movimento creazionista britannico. Non avendo figli, lasciò gran parte del suo patrimonio ad organizzazioni benefiche cristiane, in particolare quelle che aiutavano i poveri.

## Opere
- Electric Lamps and Electric Lighting: A course of four lectures on electric illumination delivered at the Royal Institution of Great Britain (1894) 228 pages, OCLC 8202914.
- The Alternate Current Transformer in Theory and Practice "The Electrician" Printing and Publishing Company (1896)
- Magnets and Electric Currents E. & F. N. Spon. (1898)
- A Handbook for the Electrical Laboratory and Testing Room "The Electrician" Printing and Publishing Company (1901)
- Waves and Ripples in Water, Air, and Aether MacMillan (1902).
- The Evidence of Things Not Seen Christian Knowledge Society: London (1904)
- The Principles of Electric Wave Telegraphy (1906), Longmans Green, London, 671 pages.[5]
- The Propagation of Electric Currents in Telephone and Telegraph Conductors (1908) Constable, 316 pages.
- An Elementary Manual of Radiotelegraphy and Radiotelephony (1911) Longmans Green, London, 340 pages.
- On the power factor and conductivity of dielectrics when tested with alternating electric currents of telephonic frequency at various temperatures  (1912) Gresham, 82 pages, ASIN: B0008CJBIC
- The Wonders of Wireless Telegraphy : Explained in simple terms for the non-technical reader Society for promoting Christian Knowledge (1913)
- The Wireless Telegraphist's Pocket Book of Notes, Formulae and Calculations The Wireless Press (1915)
- The Thermionic Valve and its Development in Radio Telegraphy and Telephony (1919).
- Fifty Years of Electricity The Wireless Press (1921)
- Electrons, Electric Waves and Wireless telephony The Wireless Press (1923)
- Introduction to Wireless Telegraphy and Telephony Sir Isaac Pitman and Sons Ltd. (1924)
- Mercury-arc Rectifiers and Mercury-vapour Lamps London. Pitman (1925)
- The Electrical Educator (3 volumes), The New Era Publishing Co Ltd (1927)
- Memories of a Scientific life Marshall, Morgan & Scott (1934)
- Evolution or Creation? (1938) Marshall Morgan and Scott, 114 pages, ASIN: B00089BL7Y – outlines objections to Darwin.
- Mathematics for Engineers George Newnes Ltd (1938)